# Gouvernement de Poltava
1802–1925
Entités suivantes :
- Oblast de Poltava

Le gouvernement de Poltava (en ukrainien : Полтавська Губернія) est une division administrative de la Russie impériale, qui se trouve aujourd'hui en Ukraine de la rive gauche. Ce territoire a été formé en 1802 lorsque le gouvernement de Petite Russie a été divisé en un gouvernement de Tchernigov et un gouvernement de Poltava. Le chef-lieu de province est la ville de Poltava, où se trouvait l'assemblée de la noblesse.

## Divisions administratives
Le gouvernement de Poltava est divisé en 15 ouïezds :
- Hadiatch - Гадяч
- Zinkiv - Зіньків
- Zolotonocha - Золотоноша
- Kobeliaky - Кобеляки
- Konstantinograd - Константиноградъ (auj. Krasnohrad)
- Krementchouk - Кременчук
- Lokhvytsia - Лохвица
- Loubny - Лубни
- Myrhorod - Миргородъ
- Pereiaslav - Переяславъ
- Pyriatyn - Пирятинъ
- Poltava - Полтава
- Prylouky - Прилуки
- Romny - Ромны
- Khorol - Хороль

La plupart de ces divisions sont désormais située dans l'oblast de Poltava.
Le gouvernement de Poltava s'étend sur 49 365 km2, pour une population de 2 778 151 habitants selon le recensement de l'Empire russe de 1897. En 1914, sa population se monte à 2 794 727 habitants.
Il est entouré par le gouvernement de Tchernigov et celui de Koursk au nord, celui de Kiev à l'ouest, celui de Kharkov à l'est et les gouvernements de Kherson et de Iekaterinoslav au sud.
Après le révolution de 1917, Le gouvernement est maintenu et incorporé à la république socialiste soviétique d'Ukraine. Mais le 3 juin 1925, il est dissous et remplacé par sept okrougs : Zolotonisky, Krasnohradsky, Krementchoutsky, Loubensky, Poltavsky, Pryloutsky et Romensky.

## Culture
C'est un centre actif de la culture ukrainienne en particulier avec des kozbars comme Petro Drevchenko, Pavlo Hachtchenko.

## Langues et religions
Selon le recensement de l'Empire russe de 1897, la répartition de la population du gouvernement de Poltava par langues et par religions est la suivante :
| Langue        | Nombre de locuteurs | Pourcentage (%) |
| ------------- | ------------------- | --------------- |
| Ukrainien     | 2 583 133           | 92,98           |
| Yiddish       | 110 352             | 3,97            |
| Russe         | 72 941              | 2,63            |
| Allemand      | 4 579               | 0,16            |
| Polonais      | 3 891               | 0,14            |
| Biélorusse    | 1 344               | 0,05            |
| Non identifié | 92                  | > 0,01          |
| Autres        | 1 819               | 0,07            |

| Religion                                                 | Nombre de croyants | Pourcentage (%) |
| -------------------------------------------------------- | ------------------ | --------------- |
| Orthodoxie russe                                         | 2 654 645          | 95,55           |
| Judaisme                                                 | 110 944            | 3,99            |
| Autres (Catholiques romains, Luthériens, Vieux Croyants) | 12 562             | 0,45            |

## Source
- (en) Cet article est partiellement ou en totalité issu de l’article de Wikipédia en anglais intitulé « Poltava Governorate » (voir la liste des auteurs).